# Ignatius Gopu
Ignatius Gopu MSFS (* 1. Juli 1912 in Rentachintala; † 2. August 1981) war ein römisch-katholischer Geistlicher und Bischof von Visakhapatnam (Indien).

## Kirchlicher Werdegang
Am 28. September 1945 empfing Ignatius Gopu die Priesterweihe in der Gemeinschaft der Missionare des hl. Franz von Sales.
Zum Koadjutorbischof des indischen Bistums Visakhapatnam wurde er am 10. Dezember 1963 bestellt, zugleich wurde er zum Titularbischof von Feradi Maius ernannt. Die Bischofsweihe spendete ihm am 7. April 1964 Erzbischof James Robert Knox, Internuntius in Indien, Mitkonsekratoren waren Joseph Mark Gopu, Erzbischof von Hyderabad und Joseph Albert Rosario, Bischof von Amravati.
Am 4. Oktober 1966 wurde Ignatius Gopu Bischof von Visakhapatnam.
Ignatius Gopu nahm als Konzilsvater an der dritten und vierten Session des Zweiten Vatikanischen Konzils teil.